# Jean Léonard Marie Poiseuille

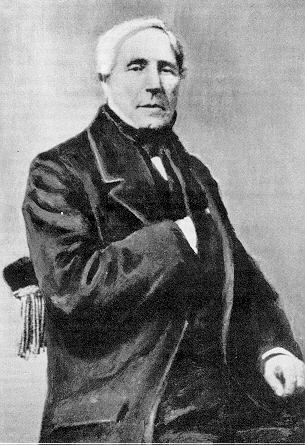
Poiseuille, portret naar een foto van Trinquart.

Jean Léonard Marie Poiseuille (Parijs, 22 april 1797- 1869) was een Frans geneesheer. 
Bij zijn studie van de stroming van bloed kwam hij in 1844 op de wet van Hagen-Poiseuille voor laminaire stroming van een vloeistof (bloed) in een cilindrische buis (ader).